# Consortium régional des transports de Madrid
Le Consortium régional des transports de Madrid (en espagnol : Consorcio Regional de Transportes de Madrid, CRTM) est une entreprise de droit public, fondée le 16 décembre 1985. Elle appartient à la communauté de Madrid et est responsable de la gestion et la régulation de tous les moyens de transports en commun de la région de Madrid.

## Historique
Le 31 décembre 1986, la ville et la communauté de Madrid mettent tous leurs moyens à disposition du Consortium, dont le métro de Madrid, qui constitue une filiale. En 1989, 70 ans après l'ouverture de la première ligne, la compagnie de métro devient Metro de Madrid S.A. et sa gestion est transférée de l’État à la région.
951 millions de voyageurs ont été transportés en 1986 contre 1 564 200 millions en 2004.

## Fonctionnement
L’État, la communauté de Madrid, les mairies de la région, ainsi que les entreprises publiques et privées collaborent dans la coordination des services, réseaux et tarifs, ayant le but d'offrir à l'usager une plus grande variété de services de qualité.

## Tarifs
Le Consortium est chargé de la régularisation des tarifs pour les différents transports en commun de la Communauté de Madrid, ainsi que d'établir des abonnements et des titres de transport. 

### Abonnement de transport

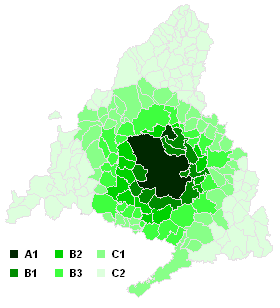
Zones tarifaires de la Communauté de Madrid.

Le Consortium a établi des couronnes tarifaires autour de la capitale qui s'appliquent pour tous les transports en commun. Il a ainsi établi des abonnements mensuels ou annuels, lesquels permettent à l'usager de réaliser des trajets illimités dans n'importe quel moyen de transport. Chaque abonnement est attaché à une zone tarifaire spécifique qui permet des déplacements dans cette zone et vers les zones intérieures (celles qui se dirigent vers la capitale). Le réseau de Cercanías, quant à lui, il ajoute une zone extra, dite 'Zone 0', qui correspond aux gares intramuros de la ville, se trouvant dans le dénommé Pasillo Verde Ferroviario (Couloir vert ferroviaire): Príncipe Pío, Pirámides, Delicias, Méndez Álvaro, Atocha, Recoletos, Sol, Nuevos Ministerios et Chamartín. Cette zone est totalement intégrée dans la Zone A, et par conséquent cette distinction ne s'applique qu'au réseau de Cercanías.
Il y a différentes modalités d'abonnement, dépendant de l'âge et de la durée : 
- Abonnement normal : il est valable pour toute personne âgée de 26 à 65 ans. Il est renouvelable mensuellement ou annuellement. L'abonnement mensuel a une durée de 30 jours à partir de la date de la première utilisation, ne prenant pas en compte le jour de l'achat ou les mois de l'année. Le prix de l'abonnement annuel est celui de 10 abonnements annuels, c'est-à-dire que l'abonnement annuel est 16,7 % moins cher que l'abonnement mensuel.

- Abonnement jeune : il est valable jusqu'au jour où l'usager accomplira 26 ans. À partir octobre 2016, les usagers peuvent voyager à travers toutes les zones tarifaires. Le prix de cet abonnement est de 20 €.

Les tarifs de l’abonnement de transport pour l'année 2016 sont les suivants :
| Abonnement / Zone  | A        | B1       | B2       | B1-B2 B2-B3 B3-C1 C1-C21 | B3       | C1       | C2       | E13        | E23        |
| Normal             | 54,60 €  | 63,70 €  | 72,00 €  | 47,90 €1                 | 82,00 €  | 82,00 €  | 82,00 €  | 110,60 €   | 131,80 €   |
| Jeune              | 20,00 €  | 20,00 €  | 20,00 €  | 20,00 €                  | 20,00 €  | 20,00 €  | 20,00 €  | 20,00 €    | 20,00 €    |
| Troisième âge2     | 3,30€    | 3,30€    | 3,30€    | 3,30€                    | 3,30€    | 3,30€    | 3,30€    | -          | -          |
| Bénéficiaires PAE2 | 10,00 €2 | 10,00 €2 | 10,00 €2 | 10,00 €2                 | 10,00 €2 | 10,00 €2 | 10,00 €2 | -          | -          |
| Annuel normal      | 546,00 € | 637,00 € | 720,00 € | -                        | 820,00 € | 820,00 € | 820,00 € | 1.106,00 € | 1.318,00 € |
| Annuel jeune       | 200,00 € | 200,00 € | 200,00 € | 200,00 €                 | 200,00 € | 200,00 € | 200,00 € | 200,00 €   | 200,00 €   |
| Annuel 3e âge2     | 33,00 €2 | 33,00 €2 | 33,00 €2 | 33,00 €2                 | 33,00 €2 | 33,00 €2 | 33,00 €2 | -          | -          |
| ------------------ | -------- | -------- | -------- | ------------------------ | -------- | -------- | -------- | ---------- | ---------- |

1: Il y a quatre types d'abonnement ayant un prix réduit pour réaliser des trajets entre deux zones contiguës : B1-B2, B2-B3, B3-C1 et C1-C2.

2: L'abonnement pour le troisième âge, ainsi que celui des bénéficiaires du Programme d'activation pour l'emploi (PAE), est valable pour toutes les zones à exception des zones E1 et E2.

3: Les zones E1 et E2 se trouvent dans les provinces de Tolède et de Guadalajara (Castille-La Manche).
- Abonnement troisième âge : il est valable à partir de l'âge de 65 ans. Il est renouvelable mensuellement ou annuellement. Sa particularité est le prix, qui est un peu plus cher que celui du Metrobus de la capitale (10,90 €), et par contre cet abonnement permet de voyager à travers toute la région.

- Abonnement Université d'Alcalá: uniquement les travailleurs ou les étudiants de l'Université d'Alcalá de Henares peuvent l'utiliser.

D'ailleurs, dès l'année 2009 on a introduit d'autres modalités d'abonnement. Dans tous les cas les prix sont plus abordables que ceux de l'abonnement normal : 
- Abonnement pour des familles nombreuses : il est destiné aux personnes qui appartiennent à des familles nombreuses. Il y a deux types de tarifs : l'un pour des familles nombreuses de catégorie général, et l'autre pour des familles nombreuses de catégorie spéciale.

- Abonnement pour des personnes ayant un handicap physique de ≥ 65%.

- Abonnement pour les bénéficiaires du PAE : il est destiné aux personnes qui se trouvent inscrits dans le Programme d'activation pour l'emploi du Service public d'emploi de l’État (SEPE).

#### Communes

Couronnes tarifaires du Consortium.

Le réseau des transports en commun comprend 8 zones tarifaires, dont 6 se trouvent dans la Communauté de Madrid et les autres 2 en Castille-La Manche. 
L'utilisation de chaque titre de transport devra être toujours réalisé dans la zone correspondant à celui-ci. Chaque zone inclut les zones intérieures, c'est-à-dire qu'un abonnement de la zone B2 pourra être utilisé dans les zones A, B1 et B2. Cette règle ne s'applique pas aux abonnements interzonaux B1-B2, B2-B3, B3-C1 et C1-C2 qui sont uniquement valables dans les zones concernées.